# Ed Sanders
Eduard Sanders (Kansas City, Misuri; 17 de agosto de 1939) es un poeta, cantante, activista social, ecologista, novelista y editor estadounidense. Ha sido reconocido como un puente entre las generaciones beat y hippie.

## Carrera
Sanders abandonó sus estudios en la Universidad de Misuri en 1958 para hacer auto-stop hacia Greenwich Village de la ciudad de Nueva York. Su primer gran poema («Poema desde la Cárcel») fue escrito en papel de baño en su celda después de haber sido encarcelado por protestar contra la proliferación nuclear en 1961.
En 1962, fundó el diario vanguardista A Magazine of the Arts (Una revista de las artes). Sanders abrió la librería Peace Eye (en el 147 Avenue A dentro de lo que era entonces el Lower East Side), que se convirtió en un sitio de reunión para bohemios y radicales.
Sanders de graduó en la Universidad de Nueva York con un título en griego. En 1965, fundó The Fugs con Tuli Kupferberg. La banda se escindió en 1969 y se volvió a unir en 1984.
En 1971 Sanders escribió The Family (La familia), un retrato de los eventos que llevaron al Caso Tate-LaBianca. Obtuvo acceso a la Mansión de la Familia haciéndose pasar por un «Maniático-gurú satánico y psicópata atrapado en las drogas».
Recibió una beca Guggenheim en poesía en 1983 y una beca del Fondo Nacional para las Artes en poesía en 1987. Su obra Thirsting for Peace in a Raging Century, Selected Poems 1961-1985 ganó un American Book Award en 1988. Fue elegido para entregar las Conferencias en Memoria de Charles Olson en SUNY Buffalo en 1983. En 1997, recibió una residencia en la Comunidad de Escritores patrocinada por la YMCA National Writer's Voice a través del Fondo Lila Wallace Readers Digest.
Sanders vive en Woodstock, Nueva York donde publica su «Woodstock Journal», con su esposa, la escritora y pintora Miriam R. Sanders. También se dedica a inventar instrumentos musicales como la Corbata Habladora, el Microtono y la Lira Lisa, un artilugio musical con interruptores que se activan por luz y una reproducción del cuadro Mona Lisa de Da Vinci.

## Discografía

### En solitario
- Sanders' Truckstop 1969
- Beer Cans on the Moon 1972
- Yiddish-speaking socialist of the Lower East Side 1991
- Songs in ancient Greek 1992
- American Bard 1996
- Thirsting for Peace 2005
- Poems for New Orleans 2007

### Con The Fugs
| Year | Album                                                                                              |
| ---- | -------------------------------------------------------------------------------------------------- |
| 1965 | The Village Fugs Sing Ballads of Contemporary Protest, Point of Views, and General Dissatisfaction |
| 1966 | The Fugs First Album*                                                                              |
| 1966 | The Fugs                                                                                           |
| 1967 | The Fugs Eat It                                                                                    |
| 1967 | Virgin Fugs                                                                                        |
| 1968 | Tenderness Junction                                                                                |
| 1968 | It Crawled Into My Hand, Honest                                                                    |
| 1969 | The Belle of Avenue A                                                                              |
| 1985 | No More Slavery                                                                                    |
| 1987 | Star Peace – A Musical Drama In Three Acts                                                         |
| 2003 | The Fugs Final CD (Part 1)                                                                         |
| 2010 | Be Free: The Fugs Final CD (Part 2)                                                                |